# (8573) Ivanka
(8573) Ivanka – planetoida z pasa głównego asteroid okrążająca Słońce w ciągu 5 lat i 53 dni w średniej odległości 2,98 au. Została odkryta 4 listopada 1996 roku w Kleť Observatory w pobliżu Czeskich Budziejowic przez Zdenka Moravca. Przed nadaniem nazwy planetoida nosiła oznaczenie tymczasowe (8573) 1996 VQ.